# トランスフォーマー ビーストウォーズ (ゲーム)
『トランスフォーマー ビーストウォーズ』（Beast Wars: Transformers）は、SCEケンブリッジスタジオが開発したアクションシューティングゲーム。テレビアニメの『ビーストウォーズ 超生命体トランスフォーマー』のゲーム作品である。海外でハズブロのゲーム開発部門の子会社ハズブロ・インタラクティブが発売を行い、1997年12月5日にPlayStation版が発売された後、1998年5月31日にMicrosoft Windows版とClassic Mac OS版が発売された。日本では1998年3月26日にPlayStation版がタカラから発売された。

## 要素
TPSのアクションアドベンチャーゲームとなっており、プレイヤーはサイバトロンかデストロンのどちらかを選択し、サイバトロン・デストロンの各キャラクターを選択して、敵を撃ち倒しながら、様々な仕掛けなどの謎を解いて、マップ内を進み、各ミッションのクリア条件を果たしていく。
原語版、日本版共にアニメ版の声優は起用されていない。日本版も声優は英語版のままであるが、変形の掛け声が日本版の「変身!」になっている。日本版のOPナレーションはコンボイ役の子安武人が担当している。

## 登場キャラクター

### サイバトロン／Maximals
総司令官コンボイ（ゴリラ）
声 - ?
密林巡査員チータス（チーター）
声 -?
陸上防衛戦士ライノックス
声 - ?
特殊戦闘員ダイノボット / Dinobot
声 - ?
諜報員ラットル
声 - ?
空中偵察員エアラザー / Airazor
声 - ?

### デストロン／Predacons
破壊大帝メガトロン（ティラノサウルス）
声 - ?
砂漠戦闘指揮官スコルポス / Scorponok（サソリ）
声 - ?
忍者兵タランス／Tarantulas（タランチュラ）
声 - ?
特殊戦闘員インフェルノ / Inferno
声 - ?
諜報工作員ブラックウィドー
声 - ?
空中戦闘兵テラザウラー / Terrorsaur
声 - ?

## エリア
サイバトロン、デストロンで進む方向が逆になり、各ミッション3でボスと戦うことになる。
- 辺境地帯
- 砂漠地帯
- 汚染地帯
- 火山地帯

## アイテム
エネルギー回復アイテム
エネルギーを回復できる。回復量により大小ある。
エネルゴン抵抗回復アイテム
エネルゴン抵抗を回復できる。回復量により大小ある。
レッドICチップ
通常弾の威力がある。3段階まで上昇する。
ブルーICチップ
ミサイルの威力がある。3段階まで上昇する。
必殺武器アイテム
必殺武器が使用可能になる。3つまでストックできる。
救出アイテム
取得しておくと、ミッションクリア後、ボーナスミッションに進むことが出来る。

## 評価
本作を批評家はゲームのブロック感とテクスチャのないグラフィック、クリッピングの問題、やや滑りやすい操作、よくない声優の演技についてほとんどのオンラインレビューアによる悪い評価を受けた。だがPC版は8プレイヤーLANやオンラインプレイのサポート（PS版はマルチプレイヤー機能を縮小、プレイアビリティが大幅に低下している）を理由にPS版よりやや上回った評価が下された。しばらくの間、MSN Gaming Zoneにはマルチプレイヤーのために特別に用意された一連のルームがあった。本作は批判されたがプレイヤーに善悪のキャラクターを選択させることを可能にした最初のトランスフォーマーゲームとして注目された。サイバトロンとデストロンの両方の勢力でこのゲームのメカニックは後に多くがトランスフォーマーゲームでの特徴ある機能になった。トランスフォーマー THE GAME、Transformers: War for Cybertron、Transformers: Fall of Cybertronで選択システムを採用、ビートウォーズを部分的に画期的にした。
電撃PlayStationDPSソフトレビューでは60、55の115点。レビュアーのうち1人は戦闘バランスはキツくはないが難易度が高く落下死が多く洋ゲーに慣れていない人は途中で投げ出す、音声は日本語版吹き替えではないのが残念だが個人的にキャラゲーとしては合格とし、もう1人は難易度が高く地形やルートによるハマりが深刻、洋ゲーに慣れていない人がビートウォーズだと思って手を出すとまず痛い目に遭う今一つな出来で根性のあるファン向けアイテムだとした。